# Evergestis isatidalis
Evergestis isatidalis is een vlinder uit de familie grasmotten (Crambidae). De wetenschappelijke naam is voor het eerst geldig gepubliceerd in 1833 door Duponchel.

## Verspreiding
De soort komt voor in Frankrijk (zowel het vasteland als Corsica), Kroatië, Portugal (zowel het vasteland als Madeira), Spanje (zowel het vasteland als de Balearen en de Canarische eilanden), Italië (zowel het vasteland als Sardinië en Sicilië), Malta, Griekenland, Cyprus, Turkije, Israël, Iran, Marokko, Algerije en de Westelijke Sahara.

## Waardplanten
De rups leeft tussen samengesponnen knoppen en jonge bladeren van Eruca vesicaria, Isatis tinctoria, Raphanus raphanistrum en Vella pseudocytisus (Brassicaceae).